# Heinrich Nicolaus Gerber
Heinrich Nicolaus Gerber (Wenigen-Ehrich prop de Sondershausen, Turíngia, Alemanya, 6 de setembre de 1702 - 6 d'agost de 1775) fou un compositor i organista alemany de finals del Barroc.
Es va matricular com a estudiant de dret a la Universitat de Leipzig el 8 de maig de 1724, i cap a fins d'aquest mateix any es va convertir en un alumne de Bach. En 1731 va ser nomenat organista de la cort del príncep de Schwarzburg a Sondershausen, càrrec en el qual, a la seva mort, va ser succeït pel seu fill, el també músic i lexicògraf Ernst Ludwig Gerber (1746-1819).
Nombroses obres de teclat de Bach van sobreviure racies a les còpies fetes per 'Gerber durant els seus anys de Leipzig (1724-1727), entre elles:
- Invencions i Simfonies, (BWV 772-801),
- les Suites franceses (BWV 812-817),
- Suites angleses, nº. 1, 3, 5 i 6 (BWV 816, 818, 810, 811),
- els dos primers preludis i fugues del clau ben temperat Part 1 (BWV 846-847),

I algunes obres diverses (BWV 818, BWV 819, BWV 914, i BWV 996).